# Anthelephila schuhi
Anthelephila schuhi es una especie de coleóptero de la familia Anthicidae.

## Distribución geográfica
Habita en Uttar Pradesh (India).